# З приводу Ніцци
«З приводу Ніцци» (фр. À propos de Nice) — німий короткометражний фільм французького режисера Жана Віґо.

## Історія створення
Ця картина стала першим фільмом Віґо; можливість зняти ії з'явилась коли тесть подарував Жану 250 долларів, які він витратив на кінокамеру. Літом 1929 року в Парижі він знайомится з Борисом Кауфманом, тоді вже досить відомим оператором; в кінці року вони приступили до зйомок.
Спочатку планувалося створити щось на зразок симфонії місту з трьох частин (море, земля та небо). Але Віґо відкинув цей план, прагнучи уникнути будь-якої схожості з фільмами про туризм. Його набагато більше цікавили соціальні аспекти, тож ідеєю та сюжетом фільму стало протиставлення неробства багатіїв на морському узбережжі із боротьбою за існування бідняків на міських задвірках.
Хоча критики захоплено зустріли картину та відзначили талант Віґо, але прокат був невеликий, епоха німого кіно вже пішла в небуття.